# 조가
조가(朝歌)는 중국의 옛 지명이며, 상나라(商)와 춘추 전국 시대 당시 위나라(衞)의 수도였다. 현재의 중화인민공화국 허난성 치 현에 위치하였다.

## 역사
상나라의 말기 수도였으며, 위치상 은허보다 약간 아래에 있었다. 주나라가 상나라를 멸망시킨 이후 '삼감의 난'이 일어나자, 이를 진압하고 이 지역에 강숙(康叔)을 봉하면서 위나라에 속하게 했다. 황허 강과 기수(淇水) 중간에 위치하여 번창하였기 때문에, 춘추 전국 시대에는 분쟁의 대상이 되기도 하였다.
그 뒤 북적(北狄) · 제나라(齊) · 진나라(晉) · 위나라(魏)가 차례로 다스렸으며, 이후 진나라(秦)에게 함락되었다.
삼국 시대에는 사례교위부(司隸校尉部) 조가군(朝歌郡)에 속하였으며, 원나라 당시에는 기주(淇州)에 속하였고, 명나라 이후에는 기현(淇縣)에 속하였다.
중화인민공화국이 건립된 이후에는 치 현의 중심지가 되었으나, 2010년 도로가 세워지면서 없어졌다.

## 같이 보기
- 치 현
- 상나라
- 위나라